# Национальная библиотека Республики Бурятия
Национальная библиотека Республики Бурятия — одна из старейших библиотек Сибири, являющаяся крупнейшим информационным и культурным учреждением Бурятии и имеющая статус «Особо ценный объект культурного наследия Республики Бурятия».

## История библиотеки

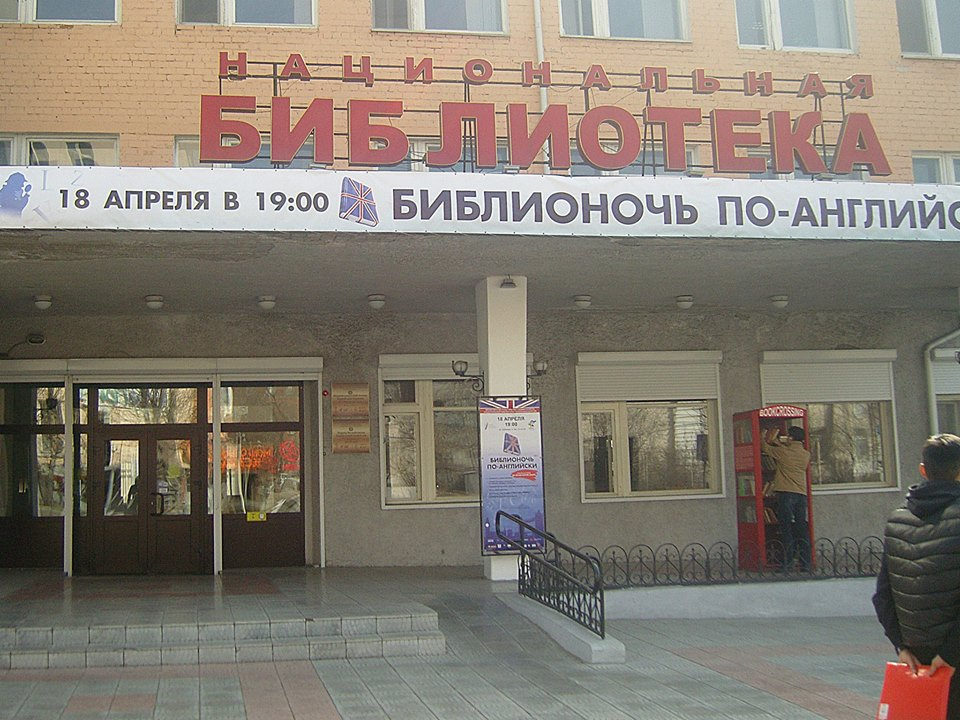
National Library of the Republic of Buryatia

Первая городская общественная библиотека в Верхнеудинске (Улан-Удэ) была основана 1 ноября 1881 года по инициативе Н. С. Нелюбова, смотрителя Верхнеудинского уездного училища.
В первые годы библиотека располагалась в здании уездного училища. Библиотека работала с 9 до 12 часов и с 17 до 20 часов в будние дни, и с 11 до 14 часов в праздничные дни. В 1885 году у библиотеки было 78 подписчиков.
Библиотека создавалась за счет денежных пожертвований горожан, а основу её книжных фондов составили 732 тома книг, подаренных купцом Д. А. Меншиковым, и дар наследников купца А. П. Лосева.
С 1885 года Верхнеудинская городская Дума стала отпускать 500 рублей на содержание и пополнение библиотеки вместо отпускавшихся прежде 250 рублей в год. Постепенно рос книжный фонд, выписывались газеты и журналы. Библиотека стала центром культурной жизни города.

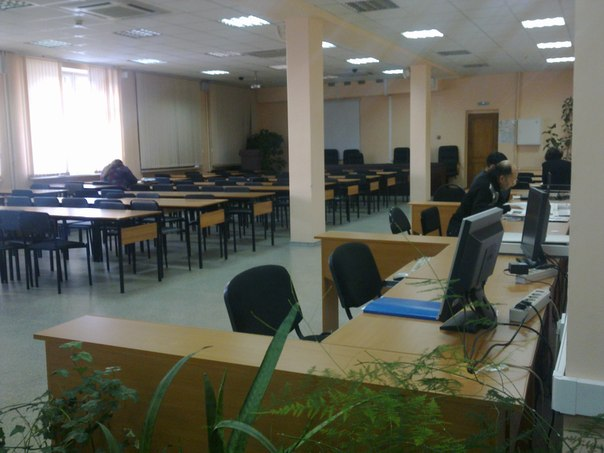
Читальный зал НБРБ

В 1923 году, после образования Бурят-Монгольской АССР, библиотека получает статус Центральной областной библиотеки-коллектора (ЦОБК).
1 января 1933 года постановлением Наркомпроса Бурят-Монгольской АССР Верхнеудинской Центральной областной библиотеке присвоено имя Максима Горького.
С октября 1938 года областная библиотека становится Республиканской публичной библиотекой, ей присваивается имя Максима Горького.
С 1965 года после принятия типового Устава библиотека стала именоваться Республиканской научной библиотекой им. М. Горького.
В 1991 году, в год 110-летия со дня образования, Указом Президиума Верховного Совета республики библиотеке был придан статус Национальной библиотеки Республики Бурятия.
В 2009 году был утвержден проект реконструкции старого и строительства нового здания Национальной библиотеки с общей площадью застройки 3,2 тыс. кв. метров. Проектом предусмотрено три этапа реконструкции библиотеки: строительство пристроя, нового здания и реставрация старого. В итоге — 12 тысяч квадратных метров площадей.
В 2012 году была проведена реконструкция первой очереди библиотеки. Обновлены конференц-залы, фондохранилище оснащено современными мобильными стеллажами.
С 2016 года велось строительство нового корпуса Национальной библиотеки Бурятии, а также подземного книгохранилища и перехода к старому зданию. 6 июня 2020 года состоялось открытие нового семиэтажного корпуса библиотеки, на крыше которого оборудована смотровая площадка, откуда открывается вид на центр Улан-Удэ. В новом корпусе разместились: абонемент, каталожный зал, учебный компьютерный класс, региональный центр Президентской библиотеки имени Бориса Ельцина, а также сектор оцифровки и отдел редкой книги. После перемещения книг в новый корпус началась реконструкция старого корпуса библиотеки.

## Фонд библиотеки
Фонд книг, журналов, газет и других документов составляет свыше 1,5 млн документов, в том числе 15 000 экз. редких и ценных книг. В коллекциях фонда хранятся редчайшие издания XVII—XVIII вв.
Деятельность библиотеки направлена на выполнение основной задачи — сбор и хранение полного репертуара краеведческих документов, документов на бурятском языке, создание банка данных краеведческой тематики.

## Издания

### Бурятия: календарь знаменательных и памятных дат.
Календарь знаменательных и памятных дат по Бурятии отражает важные события из истории республики, её политической, экономической и культурной жизни, а также факты из жизни и деятельности выдающихся людей, чьи имена связаны с историей края. Издается Национальной библиотекой Республики Бурятия с 1961 г. С 2016 г. составляется совместно Национальной библиотекой и Государственным архивом РБ.

## Электронные ресурсы

### Электронная библиотека «Бурятика»
Информационный портал «Байкал-Lake» Архивная копия от 25 ноября 2017 на Wayback Machine
Создан в 2005 г. Национальной библиотекой Республики Бурятия в рамках грантового проекта с Бюро ЮНЕСКО в Москве.

## Известные сотрудники
- Базарова, Дарима Васильевна — заведующая Центром национальных и краеведческих документов.